# Майкл Вокер
Фельдмаршал Майкл Джон Доусон Вокер, барон Вокер Олдрінгемський (англ. Michael John Dawson Walker, Baron Walker of Aldringham; народився 7 липня 1944 року) — офіцер британської армії. Поступивши на службу в 1966 році, він служив на Кіпрі, у Північній Ірландії та на різних штабних посадах у Великій Британії. Отримавши у 1985 році батальйон у командування, Вокер був удостоєний згадки в наказі за його друге відрядження в Північній Ірландії, після чого він відслужив відрядження на Гібралтарі. Він був підвищений до бригадира, пропустивши чин полковника, і прийняв командування 20-ю бронетанковою бригадою в Німеччині, перш ніж стати начальником штабу I корпусу.
У чині генерал-майора Вокер був призначений командувачем Східним округом, перш ніж став помічником начальника штабу оборони в Міністерстві оборони. Він прийняв командування Об'єднаним корпусом швидкого реагування (ARRC) НАТО, що в 1995 році був розгорнений на Балканах, через що Вокер став першим командувачем сухопутного компоненту Сил втілення НАТО. За службу в багатонаціональних силах на Балканах, він був нагороджений американським Легіоном заслуг.
Покинувши командування ARRC, Вокер провів три роки як головнокомандувач британськими сухопутними силами, після чого у 2000 році був призначений начальником Генерального штабу. 2003 року він був призначений начальником штабу оборони. На цій посаді він стикався з критикою, пов'язаною з модернізацією збройних сил, зі звинуваченнями у жорстокому поводженні з ув'язненими під час війни в Іраку та з його коментарями про те, що висвітлення війни в Іраку в ЗМІ могло поставити під загрозу британські війська. Вокер вийшов у відставку в 2006 році і згодом був призначений комендантом Королівського госпіталю в Челсі, пробувши на цій посаді до 2011 року.

## Початок кар'єри
Майкл Вокер народився в Солсбері в британській колонії Південна Родезія (нині Зімбабве) у родині Вільяма Хемпдена Доусона Вокера і Дороті Хелени Вокер (уродженої Шіек). Вокер навчався спочатку в школі Мілтон в Булавайо (Південна Родезія), а потім в школі Вудхаус Грув в Західному Йоркширі (Англія). Він провів 18 місяців в підготовчій школі, після чого вступив в лави британської армії.
Після закінчення Королівської військової академії в Сандгерсті Вокер 29 липня 1966 року в званні молодшого лейтенанта був призваний до Королівського англівського полку. Він служив командиром взводу 1-го батальйону і 29 січня 1968 року був підвищений до лейтенанта. У 1969 році Вокера відправили у відрядження на два роки на Кіпр. Після цього він служив у Північній Ірландії під час Смути, а потім поступив у штабний коледж в Кемберлі. 29 липня 1972 року він отримав звання капітана.
Після служби на штабній посаді в Міністерстві оборони Вокер наприкінці 1976 року був підвищений до майора і повернувся в 1-й батальйон, де став командиром роти в Тідворсі (графство Вілтшир). У 1979 році він перейшов на іншу штабну посаду в міноборони, після чого в 1982 році був підвищений до підполковника. До 1985 року він обіймав посаду військового помічника начальника Генерального штабу. У грудні 1984 року він отримав звання офіцера Ордену Британської імперії.
Командуючи 1-го батальйоном з 1985 по 1987 рік, Вокер відслужив друге відрядження у Північній Ірландії, цього разу в Деррі, а пізніше відрядження на Гібралтарі. Він був згаданий у наказі в 1987 року «на знак визнання доблесної і видатної служби» в Північній Ірландії. Наприкінці 1987 року Вокер був призначений бригадиром, пропустивши чин полковника. З 1987 по 1989 рік він був командувачем 20-ї бронетанкової бригади в Німеччині, після чого з 1989 по 1991 рік займав пост начальника штабу I корпусу.

## У вищому командуванні
У 1991 році Вокер отримав тимчасовий чин генерал-майора та прийняв командування Північно-Східним округом і 2-ю піхотною дивізією. Пізніше в 1991 році, після війни в Перській затоці, йому було присвоєно звання командора Ордена Британської імперії. 2 грудня 1991-го Вокер був затверджений у званні генерал-майора, після чого вступив на пост командувача Східного округу. 11 грудня 1992 року він став помічником начальника Генерального штабу, пробувши на цій посаді до 3 жовтня 1994-го.
8 грудня 1994 року Вокер був призначений командувачем Об'єднаного корпусу швидкого реагування (ARRC) НАТО зі штаб-квартирою в Райндалені (Німеччина), отримавши тимчасовий чин генерал-лейтенанта. 15 березня 1995 року він був затверджений в чині генерал-майора, а на день народження королеви у тому ж році був посвячений в лицарі, отримавши звання кавалера ордена Лазні. Під командуванням Вокера в грудні 1995 року Об'єднаний корпус швидкого реагування був розгорнений на Балканах. Так він став першим командувачем сухопутного компоненту Сил втілення (ІФОР) НАТО, пробувши на цій посаді до свого повернення до Великої Британії в листопаді 1996 року.
Діяльність Вокера в командуванні ІФОР в Боснії була побічно піддана критиці Річардом Голбруком за відмову використовувати свої повноваження для виконання невійськових завдань, включаючи арешт обвинувачених у військових злочинах:
На підставі заяви Шалікашвілі за підсумками зустрічей в Білому домі я і Кристофер припустили, що командувач ІФОР буде використовувати свої повноваження, щоб зробити значно більше, ніж він був зобов'язаний. Зустріч з [адміралом Лейтоном] Смітом зруйнувала цю надію. Сміт і його британський заступник, генерал Майкл Вокер, дали зрозуміти, що вони приймуть мінімальні зусилля в усіх аспектах втілення угоди, крім захисту військ. Сміт дав сигнал про це у своїй першій великій публічній заяві до боснійського народу під час дзвінку до прямого ефіру телебачення Пале — дивний вибір для першої появи в місцевих ЗМІ.
У кінці 1996 року Вокеру було присуджено звання кавалера ордена Святого Михайла і Святого Георгія.
Передавши повноваження командувача Об'єднаним корпусом швидкого реагування серу Майку Джексону, Вокер отримав тимчасовий чин генерала і 27 січня 1997 року був призначений головнокомандувачем британських сухопутних сил. Він був затверджений у званні генерала 2 квітня 1997 року. У знак визнання його служби в ІФОР Вокер в травні 1997 року був нагороджений американським Легіоном заслуг (ступінь командора). У вересні 1997-го він був призначений генерал-ад'ютантом королеви Єлизавети II, змінивши на цій посаді генерала сера Майкла Роуза до тих пір, поки в свою чергу не був змінений генералом сером Річардом Даннаттом. Наприкінці 1999 року Вокер отримав ступінь кавалера Великого хреста ордена Лазні.

Прапор начальника Генерального штабу

Відслуживши трохи більше трьох років на посаді головнокомандувача, Вокер 17 квітня 2000 року був призначений начальником Генерального штабу (CGS) — професійним керівником британської армії, замінивши генерала сера Роджера Вілера. Він залишався на посаді CGS протягом трьох років, після чого 2 травня 2003 року був підвищений до начальника штабу оборони (CDS) — професійного керівника всіх британських збройних сил, змінивши адмірала сера Майкла Бойса. Як CDS, Вокер піддавав критиці деяке висвітлення ЗМІ британського розгортання в Іраку. Зокрема, він стверджував, що атаки на батальйон Black Watch посилились у зв'язку з публікацією новин про його місцезнаходження. Він також заявив, що «[через висвітлення у пресі] це цілком могла бути відповідь тих, хто бажає нам зла, — піти і зустріти нас чимось на зразок бомби». Його коментарі були піддані критиці прес-секретарем Національної спілки журналістів, який заявив: «Коли генерали обертаються і починають звинувачувати журналістів у своїх власних помилках, це ознака того, що вони не виконують власну роботу належним чином». Крім того, в 2004 році Вокер разом з генералом сером Майком Джексоном, який тоді був начальником Генерального штабу, були піддані критиці у зв'язку з реформою збройних сил, яка включала об'єднання декількох армійських полків, через що були втрачені їх історичні назви.
В інтерв'ю BBC в жовтні 2005 року Вокер припустив, що на хід набору до армії негативно вплинула Війна в Іраку. Він також прокоментував війну в Афганістані, заявивши: «Там ще є дуже багато роботи, яку потрібно зробити та серед якої військові задачі займають дуже невелику частину. На десять—п'ятнадцять років, на довгий строк. Усе не буде вирішено в короткостроковій перспективі». В тому ж місяці він дав інтерв'ю The Sunday Times, в якому сказав, що бойовий дух солдатів знизився через непопулярність війни серед британської громадськості. Пізніше в 2005 році Вокер зіграв важливу роль в підготовці нової системи для підтримки британських військовослужбовців, обвинувачених у жорстокому поводженні з іракськими ув'язненими — після звинувачень, що армія кинула цих солдат. У лютому 2006 року Вокер очолював військову делегацію до Болгарії для обговорення військового співробітництва між британським та болгарським урядами.
Вокер 1 лютого 2010 року давав свідчення в розслідуванні по Іраку, в яких доповів про фінансування вторгнення в Ірак і наступне планування операцій. Зокрема, він розповів дізнанню, що в 2004 році ситуація з фінансуванням стала настільки напруженою, що була небезпека масових відставок командирів.

## Почесні ролі
Вокер виконував безліч почесних і церемоніальних ролей в різних полках. У квітні 1992 року він отримав почесні звання полковника-коменданта і заступника полковника Королівської дивізії (до якої входить Королівський англівський полк), а в жовтні 1993 року — звання почесного полковника 3-го батальйону полку герцога Веллінгтона (West Riding), що носив до 30 червня 1999 року. У 1994 році він замінив генерала сера Джона Ліермонта в ролі полковника-коменданта корпусу армійської авіації і носив цей титул до квітня 2004 року, коли був замінений генерал-лейтенантом Ричардом Даннаттом. У 1997 році він був призначений почесним полковником Королівського англівського полку замість генерал-майора Патріка Стоуна, і в свою чергу був замінений заступником полковника бригадиром Джоном Сазерелом в лютому 2000 року.

## Вихід на пенсію
Вокер залишив пост начальника штабу оборони в квітні 2006 року і пішов з армії, будучи заміненим головним маршалом авіації Джоком Стіррапом. У вересні 2006 року Вокер був призначений комендантом Королівського госпіталю у Челсі. Він займав цей пост до лютого 2011 року, коли несподівано пішов у відставку. 24 листопада 2006 року було оголошено, що він отримає довічне звання пера, і 19 грудня він став бароном Вокером Олдрінгемським — за назвою села Олдрінгем у графстві Суффолк. У 2007 році він був урочисто призначений заступником лейтенанта Великого Лондона. На день народження королеви у 2014 році Вокер був призначений почесним фельдмаршалом.

## Особисте життя
Вокер з 1973 року одружений з Вікторією (Тор) Вокер, уродженою Холм. У них є троє дітей: два сини і одна дочка. Серед його інтересів — вітрильний спорт, стрільба, теніс, катання на лижах і гольф.